# Brani musicali di Biagio Antonacci
Questa pagina contiene l'elenco dei brani musicali del cantante/cantautore italiano Biagio Antonacci incisi nel corso della sua carriera, compresi collaborazioni con altri artisti, cover e demo.

## Brani in lingua italiana
| Anno | Titolo                               | Durata    | Musica                                                                                                   | Testo | Incisione                                        | Note |                  |
| ---- | ------------------------------------ | --------- | --- | --- | ------------------------------------------------ | --- | ---------------- |
| 1989 | Briciola                             | 3:52      | Biagio Antonacci                                                                                         | Biagio Antonacci                                                                                         | Sono cose che capitano                           | — |                  |
| 1989 | Buona notte                          | 2:58      | Biagio Antonacci                                                                                         | Biagio Antonacci                                                                                         | Sono cose che capitano                           | — |                  |
| 1989 | Che fretta c'è                       | 4:11      | Biagio Antonacci                                                                                         | Biagio Antonacci                                                                                         | Sono cose che capitano                           | — |                  |
| 1989 | Ci vediamo venerdì                   | 4:01      | Biagio Antonacci                                                                                         | Biagio Antonacci                                                                                         | Sono cose che capitano                           | — |                  |
| 1989 | Fiore                                | 5:55      | Biagio Antonacci                                                                                         | Biagio Antonacci                                                                                         | Sono cose che capitano                           | — |                  |
| 1989 | Lady                                 | 3:33      | Biagio Antonacci                                                                                         | Biagio Antonacci                                                                                         | Sono cose che capitano                           | — |                  |
| 1989 | Le mie donne                         | 3:46      | Biagio Antonacci                                                                                         | Biagio Antonacci                                                                                         | Sono cose che capitano                           | — |                  |
| 1989 | Ma che bella che sei                 | 4:22      | Biagio Antonacci                                                                                         | Biagio Antonacci                                                                                         | Sono cose che capitano                           | — |                  |
| 1989 | Sono cose che capitano               | 3:50      | Biagio Antonacci e Ron                                                                                   | Biagio Antonacci e Ron                                                                                   | Sono cose che capitano                           | In duetto con Ron                                                                                           |                  |
| 1989 | Ti prenderò ballando                 | 3:41      | Biagio Antonacci                                                                                         | Biagio Antonacci                                                                                         | Sono cose che capitano                           | — |                  |
| 1989 | Voglio vivere in un attimo           | 4:23      | Biagio Antonacci e Ron                                                                                   | Biagio Antonacci e Ron                                                                                   | Sono cose che capitano                           | — |                  |
| 1989 | Zingarella                           | 2:28      | Biagio Antonacci                                                                                         | Biagio Antonacci                                                                                         | Sono cose che capitano                           | — |                  |
| 1991 | Adagio Biagio                        | 0:29      | Biagio Antonacci                                                                                         | Biagio Antonacci                                                                                         | Adagio Biagio                                    | — |                  |
| 1991 | Baciami stupido                      | 3:20      | Biagio Antonacci                                                                                         | Biagio Antonacci                                                                                         | Adagio Biagio                                    | — |                  |
| 1991 | Cercasi disperatamente amore         | 4:28      | Biagio Antonacci                                                                                         | Biagio Antonacci                                                                                         | Adagio Biagio                                    | — |                  |
| 1991 | Danza sul mio petto                  | 4:59      | Biagio Antonacci                                                                                         | Biagio Antonacci                                                                                         | Adagio Biagio                                    | — |                  |
| 1991 | Il festival di Gabicce Mare          | 3:56      | Biagio Antonacci                                                                                         | Biagio Antonacci                                                                                         | Adagio Biagio                                    | — |                  |
| 1991 | Orchidea                             | 3:46      | Biagio Antonacci                                                                                         | Biagio Antonacci                                                                                         | Adagio Biagio                                    | — |                  |
| 1991 | Però ti amo                          | 4:00      | Biagio Antonacci                                                                                         | Biagio Antonacci                                                                                         | Adagio Biagio                                    | — |                  |
| 1991 | Se tu fossi come                     | 4:27      | Biagio Antonacci                                                                                         | Biagio Antonacci                                                                                         | Adagio Biagio                                    | — |                  |
| 1991 | Terremoto                            | 4:12      | Biagio Antonacci                                                                                         | Biagio Antonacci                                                                                         | Adagio Biagio                                    | — |                  |
| 1991 | Tra le righe                         | 5:27      | Biagio Antonacci                                                                                         | Biagio Antonacci                                                                                         | Adagio Biagio                                    | — |                  |
| 1991 | Yvette, Yvette                       | 3:46      | Biagio Antonacci                                                                                         | Biagio Antonacci                                                                                         | Adagio Biagio                                    | — |                  |
| 1992 | Alessandra                           | 4:00      | Biagio Antonacci                                                                                         | Biagio Antonacci                                                                                         | Liberatemi                                       | — |                  |
| 1992 | Almeno non tradirmi tu               | 4:01      | Biagio Antonacci ed Eros Ramazzotti                                                                      | Mauro Malavasi                                                                                           | Liberatemi                                       | In duetto con Eros Ramazzotti                                                                               |                  |
| 1992 | Assomigliami                         | 4:48      | Biagio Antonacci                                                                                         | Biagio Antonacci                                                                                         | Liberatemi                                       | — |                  |
| 1992 | Come siamo tanti al mondo            | 4:24      | Biagio Antonacci                                                                                         | Biagio Antonacci e Mauro Malavasi                                                                        | Liberatemi                                       | — |                  |
| 1992 | Io sono come te                      | 4:40      | Biagio Antonacci                                                                                         | Biagio Antonacci e Mauro Malavasi                                                                        | Liberatemi                                       | — |                  |
| 1992 | Le donne sole                        | 4:20      | Biagio Antonacci                                                                                         | Biagio Antonacci                                                                                         | Liberatemi                                       | — |                  |
| 1992 | Liberatemi                           | 4:28      | Biagio Antonacci                                                                                         | Biagio Antonacci e Mauro Malavasi                                                                        | Liberatemi                                       | — |                  |
| 1992 | L'unica nemica                       | 4:18      | Biagio Antonacci                                                                                         | Biagio Antonacci                                                                                         | Liberatemi                                       | — |                  |
| 1992 | Prima di tutto                       | 4:25      | Biagio Antonacci                                                                                         | Biagio Antonacci                                                                                         | Liberatemi                                       | — |                  |
| 1993 | Non so più a chi credere             | 4:20      | Biagio Antonacci                                                                                         | Biagio Antonacci                                                                                         | Non so più a chi credere                         | — |                  |
| 1994 | C'è ancora qualcuno                  | 4:49      | Biagio Antonacci                                                                                         | Biagio Antonacci                                                                                         | Biagio Antonacci                                 | — |                  |
| 1994 | Desiderio                            | 4:08      | Biagio Antonacci                                                                                         | Biagio Antonacci                                                                                         | Biagio Antonacci                                 | — |                  |
| 1994 | È finita la guerra                   | 4:34      | Biagio Antonacci                                                                                         | Biagio Antonacci                                                                                         | Biagio Antonacci                                 | — |                  |
| 1994 | Fino all'amore                       | 4:23      | Biagio Antonacci                                                                                         | Biagio Antonacci                                                                                         | Biagio Antonacci                                 | — |                  |
| 1994 | Lavorerò                             | 4:48      | Biagio Antonacci                                                                                         | Biagio Antonacci                                                                                         | Biagio Antonacci                                 | — |                  |
| 1994 | Lo conosco poco                      | 4:15      | Biagio Antonacci                                                                                         | Biagio Antonacci                                                                                         | Biagio Antonacci                                 | — |                  |
| 1994 | Non è mai stato subito               | 4:38      | Biagio Antonacci                                                                                         | Biagio Antonacci                                                                                         | Biagio Antonacci                                 | — |                  |
| 1994 | Non serve                            | 3:54      | Biagio Antonacci                                                                                         | Biagio Antonacci                                                                                         | Biagio Antonacci                                 | — |                  |
| 1994 | Se io, se lei                        | 4:55      | Biagio Antonacci                                                                                         | Biagio Antonacci                                                                                         | Biagio Antonacci                                 | — |                  |
| 1994 | Sei                                  | 5:06      | Biagio Antonacci                                                                                         | Biagio Antonacci                                                                                         | Biagio Antonacci                                 | — |                  |
| 1994 | Si incomincia dalla sera             | 3:34      | Biagio Antonacci                                                                                         | Biagio Antonacci                                                                                         | Biagio Antonacci                                 | — |                  |
| 1994 | Un giorno un sogno                   | 4:58      | Biagio Antonacci                                                                                         | Biagio Antonacci                                                                                         | Biagio Antonacci                                 | — |                  |
| 1994 | Vigile                               | 3:48      | Biagio Antonacci                                                                                         | Biagio Antonacci                                                                                         | Biagio Antonacci                                 | — |                  |
| 1995 | È finita la guerra (Dub)             | 4:15      | Biagio Antonacci                                                                                         | Biagio Antonacci                                                                                         | Lavorerò                                         | — |                  |
| 1995 | Lavorerò (Dub Version)               | 3:36      | Biagio Antonacci                                                                                         | Biagio Antonacci                                                                                         | Lavorerò                                         | — |                  |
| 1996 | Così presto no                       | 4:44      | Biagio Antonacci Arrangiamento: Biagio Antonacci e Fabio Coppini                                         | Biagio Antonacci Arrangiamento: Biagio Antonacci e Fabio Coppini                                         | Il mucchio                                       | — |                  |
| 1996 | Dove il cielo è più sereno           | 5:24      | Biagio Antonacci Arrangiamento: Biagio Antonacci e Fabio Coppini                                         | Biagio Antonacci Arrangiamento: Biagio Antonacci e Fabio Coppini                                         | Il mucchio                                       | — |                  |
| 1996 | Giocare                              | 3:48      | Biagio Antonacci Arrangiamento: Biagio Antonacci e Fabio Coppini                                         | Biagio Antonacci Arrangiamento: Biagio Antonacci e Fabio Coppini                                         | Il mucchio                                       | — |                  |
| 1996 | Happy family                         | 3:43      | Biagio Antonacci                                                                                         | Luca Carboni                                                                                             | Il mucchio                                       | — |                  |
| 1996 | Il mucchio                           | 3:43      | Biagio Antonacci Arrangiamento: Biagio Antonacci e Fabio Coppini                                         | Biagio Antonacci Arrangiamento: Biagio Antonacci e Fabio Coppini                                         | Il mucchio                                       | — |                  |
| 1996 | In una stanza quasi rosa             | 4:49      | Biagio Antonacci Arrangiamento: Biagio Antonacci e Fabio Coppini                                         | Biagio Antonacci Arrangiamento: Biagio Antonacci e Fabio Coppini                                         | Il mucchio                                       | — |                  |
| 1996 | Lasciami andare via                  | 4:41      | Biagio Antonacci Arrangiamento: Biagio Antonacci e Fabio Coppini                                         | Biagio Antonacci Arrangiamento: Biagio Antonacci e Fabio Coppini                                         | Il mucchio                                       | — |                  |
| 1996 | Non parli mai                        | 3:57      | Biagio Antonacci Arrangiamento: Biagio Antonacci e Fabio Coppini                                         | Biagio Antonacci Arrangiamento: Biagio Antonacci e Fabio Coppini                                         | Il mucchio                                       | — |                  |
| 1996 | Pago il conto                        | 4:43      | Biagio Antonacci Arrangiamento: Biagio Antonacci e Fabio Coppini                                         | Biagio Antonacci Arrangiamento: Biagio Antonacci e Fabio Coppini                                         | Il mucchio                                       | — |                  |
| 1996 | Potere                               | 3:48      | Biagio Antonacci Arrangiamento: Biagio Antonacci e Fabio Coppini                                         | Biagio Antonacci Arrangiamento: Biagio Antonacci e Fabio Coppini                                         | Il mucchio                                       | — |                  |
| 1996 | Rumori                               | 0:45      | Biagio Antonacci Arrangiamento: Biagio Antonacci e Fabio Coppini                                         | Biagio Antonacci Arrangiamento: Biagio Antonacci e Fabio Coppini                                         | Il mucchio                                       | — |                  |
| 1996 | Se è vero che ci sei                 | 4:36      | Biagio Antonacci Arrangiamento: Biagio Antonacci e Fabio Coppini                                         | Biagio Antonacci Arrangiamento: Biagio Antonacci e Fabio Coppini                                         | Il mucchio                                       | — |                  |
| 1997 | Non parli mai (Dancemix)             | 3:52      | Biagio Antonacci Remix: Stefano Amato                                                                    | Biagio Antonacci Remix: Stefano Amato                                                                    | Non parli mai                                    | — |                  |
| 1997 | Non parli mai (D & Bahia Version)    | 3:38      | Biagio Antonacci Remix: Stefano Carboni                                                                  | Biagio Antonacci Remix: Stefano Carboni                                                                  | Non parli mai                                    | — |                  |
| 1997 | Non parli mai (Ti tratto meglio Mix) | 3:57      | Biagio Antonacci Remix: Roby Baldi e Steve Dub Lucarelli                                                 | Biagio Antonacci Remix: Roby Baldi e Steve Dub Lucarelli                                                 | Non parli mai                                    | — |                  |
| 1997 | Non parli mai (V-Global Mix)         | 4:09      | Biagio Antonacci Remix: Michele Violante                                                                 | Biagio Antonacci Remix: Michele Violante                                                                 | Non parli mai                                    | — |                  |
| 1997 | Non parli mai (Velosio Version)      | 3:39      | Biagio Antonacci Remix: Stefano Carboni                                                                  | Biagio Antonacci Remix: Stefano Carboni                                                                  | Non parli mai                                    | — |                  |
| 1998 | Adesso dormi                         | 4:37      | Biagio Antonacci Arrangiamento: Biagio Antonacci e Stefano De Maio                                       | Biagio Antonacci Arrangiamento: Biagio Antonacci e Stefano De Maio                                       | Mi fai stare bene                                | — |                  |
| 1998 | Cattiva che sei                      | 3:50      | Biagio Antonacci Arrangiamento: Biagio Antonacci e Stefano De Maio                                       | Biagio Antonacci Arrangiamento: Biagio Antonacci e Stefano De Maio                                       | Mi fai stare bene                                | — |                  |
| 1998 | Cosa fai ragazza                     | 4:06      | Biagio Antonacci Arrangiamento: Biagio Antonacci e Stefano De Maio                                       | Biagio Antonacci Arrangiamento: Biagio Antonacci e Stefano De Maio                                       | Mi fai stare bene                                | — |                  |
| 1998 | È mattina                            | 3:56      | Biagio Antonacci Arrangiamento: Biagio Antonacci e Stefano De Maio                                       | Biagio Antonacci Arrangiamento: Biagio Antonacci e Stefano De Maio                                       | Mi fai stare bene                                | — |                  |
| 1998 | Il campione                          | 4:11      | Biagio Antonacci Arrangiamento: Biagio Antonacci e Stefano De Maio                                       | Biagio Antonacci Arrangiamento: Biagio Antonacci e Stefano De Maio                                       | Mi fai stare bene                                | — |                  |
| 1998 | Il prato delle anime                 | 4:24      | Biagio Antonacci Arrangiamento: Biagio Antonacci e Stefano De Maio                                       | Biagio Antonacci Arrangiamento: Biagio Antonacci e Stefano De Maio                                       | Mi fai stare bene                                | — |                  |
| 1998 | Iris (tra le tue poesie)             | 4:01      | Biagio Antonacci Arrangiamento: Biagio Antonacci e Stefano De Maio                                       | Biagio Antonacci Arrangiamento: Biagio Antonacci e Stefano De Maio                                       | Mi fai stare bene                                | — |                  |
| 1998 | Mi fai stare bene                    | 3:45      | Biagio Antonacci Arrangiamento: Biagio Antonacci e Stefano De Maio                                       | Biagio Antonacci Arrangiamento: Biagio Antonacci e Stefano De Maio                                       | Mi fai stare bene                                | — |                  |
| 1998 | Non cambiare tu                      | 4:24      | Biagio Antonacci Arrangiamento: Biagio Antonacci e Stefano De Maio                                       | Biagio Antonacci Arrangiamento: Biagio Antonacci e Stefano De Maio                                       | Mi fai stare bene                                | — |                  |
| 1998 | Non vendermi                         | 04:15     | Biagio Antonacci Arrangiamento: Biagio Antonacci e Stefano De Maio                                       | Biagio Antonacci Arrangiamento: Biagio Antonacci e Stefano De Maio                                       | Mi fai stare bene                                | — |                  |
| 1998 | Quanto tempo e ancora                | 3:58      | Biagio Antonacci Arrangiamento: Biagio Antonacci e Stefano De Maio                                       | Biagio Antonacci Arrangiamento: Biagio Antonacci e Stefano De Maio                                       | Mi fai stare bene                                | — |                  |
| 1998 | Walking My Way (Extended Version)    | 5:36      | Omar Pedrini                                                                                             | Omar Pedrini                                                                                             | Senzatempo (dieci anni)                          | Timoria con la partecipazione di Biagio Antonacci                                                           |                  |
| 1999 | Grazie                               | 1:02      | Biagio Antonacci                                                                                         | Biagio Antonacci                                                                                         | Mi fai stare bene                                | — |                  |
| 1999 | Il prato delle anime                 | 3:38      | Biagio Antonacci Arrangiamento: Biagio Antonacci                                                         | Biagio Antonacci Arrangiamento: Biagio Antonacci                                                         | Mi fai stare bene                                | Versione acustica                                                                                           |                  |
| 1999 | Il sogno                             | 01:16     | Biagio Antonacci                                                                                         | Biagio Antonacci                                                                                         | Mi fai stare bene                                | — |                  |
| 1999 | Quanto tempo e ancora                | 3:50      | Biagio Antonacci Arrangiamento: Biagio Antonacci                                                         | Biagio Antonacci Arrangiamento: Biagio Antonacci                                                         | Mi fai stare bene                                | Versione acustica                                                                                           |                  |
| 2000 | Alessandra                           | 4:31      | Biagio Antonacci                                                                                         | Biagio Antonacci                                                                                         | Tra le mie canzoni                               | Versione live                                                                                               |                  |
| 2000 | C'è ancora qualcuno                  | 3:58      | Nuova versione del brano originale                                                                       | | Tra le mie canzoni                               | |                  |
| 2000 | Così presto no                       | 4:53      | Versione live                                                                                            | | Tra le mie canzoni                               | |                  |
| 2000 | Danza sul mio petto                  | 3:54      | Nuova versione del brano originale                                                                       | | Tra le mie canzoni                               | |                  |
| 2000 | Guardami                             | 1:08      | Versione live                                                                                            | | Tra le mie canzoni                               | |                  |
| 2000 | In una stanza quasi rosa             | 4:23      | Nuova versione del brano originale                                                                       | | Tra le mie canzoni                               | |                  |
| 2000 | Liberatemi                           | 3:45      | Nuova versione del brano originale                                                                       | | Tra le mie canzoni                               | |                  |
| 2000 | Non è mai stato subito               | 4:56      | Versione live                                                                                            | | Tra le mie canzoni                               | |                  |
| 2000 | Non so più a chi credere             | 3:55      | Nuova versione del brano originale                                                                       | | Tra le mie canzoni                               | |                  |
| 2000 | Se è vero che ci sei                 | 4:47      | Biagio Antonacci Produzione: Phil Ramone e Michele Centonze                                              | Biagio Antonacci Produzione: Phil Ramone e Michele Centonze                                              | Pavarotti and Friends for Cambogia and Tibet     | - In duetto con Luciano Pavarotti - Registrazione live da Pavarotti & Friends for Cambogia and Tibet (2000) |                  |
| 2000 | Se io, se lei                        | 4:40      | Biagio Antonacci                                                                                         | Biagio Antonacci                                                                                         | Tra le mie canzoni                               | Versione live                                                                                               |                  |
| 2000 | Sono cose che capitano               | 5:21      | Biagio Antonacci e Ron Produzione artistica: Ron Produzione esecutiva: Pier Giovanni Moro                | Biagio Antonacci e Ron Produzione artistica: Ron Produzione esecutiva: Pier Giovanni Moro                | '70/'00                                          | In duetto con Ron                                                                                           |                  |
| 2000 | Ti ricordi perché                    | 4:05      | Biagio Antonacci                                                                                         | Biagio Antonacci                                                                                         | Tra le mie canzoni                               | — |                  |
| 2001 | Angela                               | 3:43      | Biagio Antonacci Arrangiamento: Stefano De Maio, Biagio Antonacci e Saverio Lanza                        | Biagio Antonacci Arrangiamento: Stefano De Maio, Biagio Antonacci e Saverio Lanza                        | 9/NOV/2001                                       | — |                  |
| 2001 | Che differenza c'è                   | 3:51      | Biagio Antonacci Arrangiamento: Stefano De Maio, Biagio Antonacci e Saverio Lanza                        | Biagio Antonacci Arrangiamento: Stefano De Maio, Biagio Antonacci e Saverio Lanza                        | 9/NOV/2001                                       | — |                  |
| 2001 | Come se fossi un'isola               | 4:03      | Biagio Antonacci Arrangiamento: Stefano De Maio, Biagio Antonacci e Saverio Lanza                        | Biagio Antonacci Arrangiamento: Stefano De Maio, Biagio Antonacci e Saverio Lanza                        | 9/NOV/2001                                       | — |                  |
| 2001 | Io ho te                             | 4:18      | Biagio Antonacci Arrangiamento: Stefano De Maio, Biagio Antonacci e Saverio Lanza                        | Biagio Antonacci Arrangiamento: Stefano De Maio, Biagio Antonacci e Saverio Lanza                        | 9/NOV/2001                                       | — |                  |
| 2001 | Non tentarmi                         | 4:01      | Biagio Antonacci Arrangiamento: Stefano De Maio, Biagio Antonacci e Saverio Lanza                        | Biagio Antonacci Arrangiamento: Stefano De Maio, Biagio Antonacci e Saverio Lanza                        | 9/NOV/2001                                       | — |                  |
| 2001 | Ritorno ad amare                     | 3:59      | Biagio Antonacci Arrangiamento: Stefano De Maio, Biagio Antonacci e Saverio Lanza                        | Biagio Antonacci Arrangiamento: Stefano De Maio, Biagio Antonacci e Saverio Lanza                        | 9/NOV/2001                                       | — |                  |
| 2001 | Sarebbe bello                        | 3:56      | Biagio Antonacci Arrangiamento: Stefano De Maio, Biagio Antonacci e Saverio Lanza                        | Biagio Antonacci Arrangiamento: Stefano De Maio, Biagio Antonacci e Saverio Lanza                        | 9/NOV/2001                                       | — |                  |
| 2001 | Se tornerai                          | 3:39      | Biagio Antonacci Arrangiamento: Stefano De Maio, Biagio Antonacci e Saverio Lanza                        | Biagio Antonacci Arrangiamento: Stefano De Maio, Biagio Antonacci e Saverio Lanza                        | 9/NOV/2001                                       | — |                  |
| 2001 | Solo due parole                      | 4:29      | Biagio Antonacci Arrangiamento: Stefano De Maio, Biagio Antonacci e Saverio Lanza                        | Biagio Antonacci Arrangiamento: Stefano De Maio, Biagio Antonacci e Saverio Lanza                        | 9/NOV/2001                                       | — |                  |
| 2001 | Volevo solo dirti che                | 4:16      | Archei e Biagio Antonacci Arrangiamento: Stefano De Maio, Biagio Antonacci e Saverio Lanza               | Biagio Antonacci                                                                                         | 9/NOV/2001                                       | — |                  |
| 2004 | Convi-intro parte 1                  | 0:34      | Biagio Antonacci Arrangiamento: Stefano De Maio, Biagio Antonacci e Saverio Lanza                        | Biagio Antonacci Arrangiamento: Stefano De Maio, Biagio Antonacci e Saverio Lanza                        | Convivendo - Parte 1                             | — |                  |
| 2004 | Convivendo                           | 3:51      | Biagio Antonacci Arrangiamento: Stefano De Maio, Biagio Antonacci e Saverio Lanza                        | Biagio Antonacci Arrangiamento: Stefano De Maio, Biagio Antonacci e Saverio Lanza                        | Convivendo - Parte 1                             | — |                  |
| 2004 | Dopo il viaggio                      | 3:45      | Biagio Antonacci Arrangiamento: Stefano De Maio, Biagio Antonacci e Saverio Lanza                        | Biagio Antonacci Arrangiamento: Stefano De Maio, Biagio Antonacci e Saverio Lanza                        | Convivendo - Parte 1                             | — |                  |
| 2004 | Il fiume dei profumi                 | 4:51      | Biagio Antonacci Arrangiamento: Stefano De Maio, Biagio Antonacci e Saverio Lanza                        | Biagio Antonacci Arrangiamento: Stefano De Maio, Biagio Antonacci e Saverio Lanza                        | Convivendo - Parte 1                             | — |                  |
| 2004 | Mai (Non ti prendi mai per come sei) | 3:42      | Biagio Antonacci Arrangiamento: Stefano De Maio, Biagio Antonacci e Saverio Lanza                        | Biagio Antonacci Arrangiamento: Stefano De Maio, Biagio Antonacci e Saverio Lanza                        | Convivendo - Parte 1                             | — |                  |
| 2004 | Mio padre è un re                    | 4:00      | Biagio Antonacci Arrangiamento: Stefano De Maio, Biagio Antonacci e Saverio Lanza                        | Biagio Antonacci Arrangiamento: Stefano De Maio, Biagio Antonacci e Saverio Lanza                        | Convivendo - Parte 1                             | — |                  |
| 2004 | Non ci facciamo compagnia            | 4:08      | Biagio Antonacci Arrangiamento: Stefano De Maio, Biagio Antonacci e Saverio Lanza                        | Biagio Antonacci Arrangiamento: Stefano De Maio, Biagio Antonacci e Saverio Lanza                        | Convivendo - Parte 1                             | — |                  |
| 2004 | Passo da te                          | 4:12      | Biagio Antonacci Arrangiamento: Stefano De Maio, Biagio Antonacci e Saverio Lanza                        | Biagio Antonacci Arrangiamento: Stefano De Maio, Biagio Antonacci e Saverio Lanza                        | Convivendo - Parte 1                             | — |                  |
| 2004 | Quell'uomo lì                        | 5:20      | Biagio Antonacci Arrangiamento: Stefano De Maio, Biagio Antonacci e Saverio Lanza                        | Biagio Antonacci Arrangiamento: Stefano De Maio, Biagio Antonacci e Saverio Lanza                        | Convivendo - Parte 1                             | — |                  |
| 2005 | Amo te                               | 3:52      | Biagio Antonacci Arrangiamento: Stefano De Maio, Biagio Antonacci e Saverio Lanza                        | Biagio Antonacci Arrangiamento: Stefano De Maio, Biagio Antonacci e Saverio Lanza                        | Convivendo - Parte 2                             | — |                  |
| 2005 | Convi-intro parte 2                  | 0:40      | Biagio Antonacci Arrangiamento: Stefano De Maio, Biagio Antonacci e Saverio Lanza                        | Biagio Antonacci Arrangiamento: Stefano De Maio, Biagio Antonacci e Saverio Lanza                        | Convivendo - Parte 2                             | — |                  |
| 2005 | Eternità                             | 4:46-6:30 | Biagio Antonacci Arrangiamento: Stefano De Maio, Biagio Antonacci e Saverio Lanza                        | Biagio Antonacci Arrangiamento: Stefano De Maio, Biagio Antonacci e Saverio Lanza                        | Convivendo - Parte 2                             | La traccia originale è legata a una Ghost Track dove l'artista parla del disco                              |                  |
| 2005 | Immagina                             | 3:30      | Biagio Antonacci Arrangiamento: Stefano De Maio, Biagio Antonacci e Saverio Lanza                        | Biagio Antonacci Arrangiamento: Stefano De Maio, Biagio Antonacci e Saverio Lanza                        | Convivendo - Parte 2                             | — |                  |
| 2005 | Non ti passa più                     | 3:38      | Biagio Antonacci Arrangiamento: Stefano De Maio, Biagio Antonacci e Saverio Lanza                        | Biagio Antonacci Arrangiamento: Stefano De Maio, Biagio Antonacci e Saverio Lanza                        | Convivendo - Parte 2                             | — |                  |
| 2005 | Oggi tocchi a me                     | 3:5       | Biagio Antonacci Arrangiamento: Stefano De Maio, Biagio Antonacci e Saverio Lanza                        | Biagio Antonacci Arrangiamento: Stefano De Maio, Biagio Antonacci e Saverio Lanza                        | Convivendo - Parte 2                             | — |                  |
| 2005 | Pazzo di lei                         | 4:15      | Biagio Antonacci Arrangiamento: Stefano De Maio, Biagio Antonacci e Saverio Lanza                        | Biagio Antonacci Arrangiamento: Stefano De Maio, Biagio Antonacci e Saverio Lanza                        | Convivendo - Parte 2                             | — |                  |
| 2005 | Sappi amore mio                      | 3:46      | Biagio Antonacci Arrangiamento: Stefano De Maio, Biagio Antonacci e Saverio Lanza                        | Biagio Antonacci Arrangiamento: Stefano De Maio, Biagio Antonacci e Saverio Lanza                        | Convivendo - Parte 2                             | — |                  |
| 2005 | Un cuore                             | 3:33      | Biagio Antonacci Arrangiamento: Stefano De Maio, Biagio Antonacci e Saverio Lanza                        | Biagio Antonacci Arrangiamento: Stefano De Maio, Biagio Antonacci e Saverio Lanza                        | Convivendo - Parte 2                             | — |                  |
| 2007 | A volte                              | 4:04      | Biagio Antonacci Arrangiamento: Stefano De Maio, Biagio Antonacci e Saverio Lanza                        | Biagio Antonacci Arrangiamento: Stefano De Maio, Biagio Antonacci e Saverio Lanza                        | Vicky Love                                       | — |                  |
| 2007 | C'è silenzio                         | 4:10      | Biagio Antonacci Arrangiamento: Stefano De Maio, Biagio Antonacci e Saverio Lanza                        | Biagio Antonacci Arrangiamento: Stefano De Maio, Biagio Antonacci e Saverio Lanza                        | Vicky Love                                       | — |                  |
| 2007 | Coccinella                           | 5:57      | Biagio Antonacci Arrangiamento: Stefano De Maio, Biagio Antonacci e Saverio Lanza                        | Biagio Antonacci Arrangiamento: Stefano De Maio, Biagio Antonacci e Saverio Lanza                        | Vicky Love                                       | — |                  |
| 2007 | È soffocamento                       | 4:09      | Biagio Antonacci Arrangiamento: Stefano De Maio, Biagio Antonacci e Saverio Lanza                        | Biagio Antonacci Arrangiamento: Stefano De Maio, Biagio Antonacci e Saverio Lanza                        | Vicky Love                                       | — |                  |
| 2007 | Fotografia                           | 3:52      | Biagio Antonacci Arrangiamento: Stefano De Maio, Biagio Antonacci e Saverio Lanza                        | Biagio Antonacci Arrangiamento: Stefano De Maio, Biagio Antonacci e Saverio Lanza                        | Vicky Love                                       | Pubblicata come Ghost Track                                                                                 |                  |
| 2007 | Giù le mani capo                     | 3:39      | Biagio Antonacci Arrangiamento: Stefano De Maio, Biagio Antonacci e Saverio Lanza                        | Biagio Antonacci Arrangiamento: Stefano De Maio, Biagio Antonacci e Saverio Lanza                        | Vicky Love                                       | — |                  |
| 2007 | Lascia stare                         | 4:18      | Biagio Antonacci Arrangiamento: Stefano De Maio, Biagio Antonacci e Saverio Lanza                        | Biagio Antonacci Arrangiamento: Stefano De Maio, Biagio Antonacci e Saverio Lanza                        | Vicky Love                                       | — |                  |
| 2007 | L'impossibile                        | 3:59      | Biagio Antonacci Arrangiamento: Stefano De Maio, Biagio Antonacci e Saverio Lanza                        | Biagio Antonacci Arrangiamento: Stefano De Maio, Biagio Antonacci e Saverio Lanza                        | Vicky Love                                       | — |                  |
| 2007 | Non eri tu (quel brivido di libertà) | 3:45      | Biagio Antonacci Arrangiamento: Stefano De Maio, Biagio Antonacci e Saverio Lanza                        | Biagio Antonacci Arrangiamento: Stefano De Maio, Biagio Antonacci e Saverio Lanza                        | Vicky Love                                       | — |                  |
| 2007 | Non sei più qui                      | 4:08      | Biagio Antonacci Arrangiamento: Stefano De Maio, Biagio Antonacci e Saverio Lanza                        | Biagio Antonacci Arrangiamento: Stefano De Maio, Biagio Antonacci e Saverio Lanza                        | Vicky Love                                       | — |                  |
| 2007 | Sognami                              | 3:57      | Biagio Antonacci Arrangiamento: Stefano De Maio, Biagio Antonacci e Saverio Lanza                        | Biagio Antonacci Arrangiamento: Stefano De Maio, Biagio Antonacci e Saverio Lanza                        | Vicky Love                                       | — |                  |
| 2007 | Vicky Love                           | 3:48      | Biagio Antonacci Arrangiamento: Stefano De Maio, Biagio Antonacci e Saverio Lanza                        | Biagio Antonacci Arrangiamento: Stefano De Maio, Biagio Antonacci e Saverio Lanza                        | Vicky Love                                       | — |                  |
| 2008 | Angela                               | 3:33      | Biagio Antonacci Arrangiamento: Stefano De Maio, Biagio Antonacci e Saverio Lanza                        | Biagio Antonacci Arrangiamento: Stefano De Maio, Biagio Antonacci e Saverio Lanza                        | Il cielo ha una porta sola                       | Nuova versione del brano originale                                                                          |                  |
| 2008 | Aprila                               | 4:15      | Biagio Antonacci Arrangiamento e Produzione Artistica: Stefano De Maio, Biagio Antonacci e Saverio Lanza | Biagio Antonacci Arrangiamento e Produzione Artistica: Stefano De Maio, Biagio Antonacci e Saverio Lanza | Il cielo ha una porta sola                       | — |                  |
| 2008 | Convivendo                           | 3:53      | Biagio Antonacci Arrangiamento: Stefano De Maio, Biagio Antonacci e Saverio Lanza                        | Biagio Antonacci Arrangiamento: Stefano De Maio, Biagio Antonacci e Saverio Lanza                        | Il cielo ha una porta sola                       | Nuova versione del brano originale                                                                          |                  |
| 2008 | Fiore                                | 4:21      | Biagio Antonacci Arrangiamento: Stefano De Maio, Biagio Antonacci e Saverio Lanza                        | Biagio Antonacci Arrangiamento: Stefano De Maio, Biagio Antonacci e Saverio Lanza                        | Il cielo ha una porta sola                       | Nuova versione del brano originale                                                                          |                  |
| 2008 | Il cielo ha una porta sola           | 3:51      | Biagio Antonacci Arrangiamento: Stefano De Maio, Biagio Antonacci e Saverio Lanza                        | Biagio Antonacci Arrangiamento: Stefano De Maio, Biagio Antonacci e Saverio Lanza                        | Il cielo ha una porta sola                       | — |                  |
| 2008 | Iris (tra le tue poesie)             | 3:57      | Biagio Antonacci Arrangiamento: Stefano De Maio, Biagio Antonacci e Saverio Lanza                        | Biagio Antonacci Arrangiamento: Stefano De Maio, Biagio Antonacci e Saverio Lanza                        | Il cielo ha una porta sola                       | Biagio Antonacci                                                                                            | Biagio Antonacci |
| 2008 | Lo conosco poco                      | 5:02      | Biagio Antonacci Arrangiamento: Stefano De Maio, Biagio Antonacci e Saverio Lanza                        | Biagio Antonacci Arrangiamento: Stefano De Maio, Biagio Antonacci e Saverio Lanza                        | Il cielo ha una porta sola                       | |                  |
| 2008 | Mio padre è un re                    | 4:00      | Biagio Antonacci Arrangiamento: Stefano De Maio, Biagio Antonacci e Saverio Lanza                        | Biagio Antonacci Arrangiamento: Stefano De Maio, Biagio Antonacci e Saverio Lanza                        | Il cielo ha una porta sola                       | |                  |
| 2008 | Pazzo di lei                         | 4:11      | Biagio Antonacci Arrangiamento: Stefano De Maio, Biagio Antonacci e Saverio Lanza                        | Biagio Antonacci Arrangiamento: Stefano De Maio, Biagio Antonacci e Saverio Lanza                        | Il cielo ha una porta sola                       | |                  |
| 2008 | Quanto tempo e ancora                | 4:24      | Biagio Antonacci Arrangiamento: Stefano De Maio, Biagio Antonacci e Saverio Lanza                        | Biagio Antonacci Arrangiamento: Stefano De Maio, Biagio Antonacci e Saverio Lanza                        | Il cielo ha una porta sola                       | |                  |
| 2008 | Quell'uomo lì                        | 5:20      | Biagio Antonacci Arrangiamento: Stefano De Maio, Biagio Antonacci e Saverio Lanza                        | Biagio Antonacci Arrangiamento: Stefano De Maio, Biagio Antonacci e Saverio Lanza                        | Il cielo ha una porta sola                       | |                  |
| 2008 | Sappi amore mio                      | 3:43      | Biagio Antonacci Arrangiamento: Stefano De Maio, Biagio Antonacci e Saverio Lanza                        | Biagio Antonacci Arrangiamento: Stefano De Maio, Biagio Antonacci e Saverio Lanza                        | Il cielo ha una porta sola                       | |                  |
| 2008 | Se è vero che ci sei                 | 4:38      | Biagio Antonacci Arrangiamento: Stefano De Maio, Biagio Antonacci e Saverio Lanza                        | Biagio Antonacci Arrangiamento: Stefano De Maio, Biagio Antonacci e Saverio Lanza                        | Il cielo ha una porta sola                       | |                  |
| 2008 | Sognami                              | 4:04      | Biagio Antonacci Arrangiamento: Stefano De Maio, Biagio Antonacci e Saverio Lanza                        | Biagio Antonacci Arrangiamento: Stefano De Maio, Biagio Antonacci e Saverio Lanza                        | Best of Biagio Antonacci 2001-2007               | Con la partecipazione di Claudia Cardinale                                                                  |                  |
| 2008 | Tra te e il mare (Rolling version)   | 3:39      | Biagio Antonacci Arrangiamento: Stefano De Maio, Biagio Antonacci e Saverio Lanza                        | Biagio Antonacci Arrangiamento: Stefano De Maio, Biagio Antonacci e Saverio Lanza                        | Il cielo ha una porta sola                       | Il riff iniziale è un campionamento dal brano Start me Up                                                   |                  |
| 2008 | Vivimi                               | 4:04      | Biagio Antonacci Arrangiamento: Stefano De Maio, Biagio Antonacci e Saverio Lanza                        | Biagio Antonacci Arrangiamento: Stefano De Maio, Biagio Antonacci e Saverio Lanza                        | Il cielo ha una porta sola                       | — |                  |
| 2010 | Buongiorno bell'anima                | 4:12      | Biagio Antonacci Arrangiamento: Michele Canova Iorfida                                                   | Biagio Antonacci Arrangiamento: Michele Canova Iorfida                                                   | Inaspettata                                      | — |                  |
| 2010 | Chiedimi scusa                       | 3:42      | Biagio Antonacci Arrangiamento: Celso Valli Arrangiamento percussioni: Paolo Valli e Celso Valli         | Biagio Antonacci Arrangiamento: Celso Valli Arrangiamento percussioni: Paolo Valli e Celso Valli         | Inaspettata                                      | — |                  |
| 2010 | È già Natale                         | 3:10      | Biagio Antonacci                                                                                         | Biagio Antonacci                                                                                         | Inaspettata (Deluxe Edition)                     | Provino originale                                                                                           |                  |
| 2010 | Inaspettata (Unexpected)             | 4:02      | Biagio Antonacci Arrangiamento: Celso Valli Arrangiamento percussioni: Paolo Valli e Celso Valli         | Biagio Antonacci e Leona Lewis                                                                           | Inaspettata                                      | In duetto con Leona Lewis                                                                                   |                  |
| 2010 | Inaspettata                          | 4:02      | Biagio Antonacci Arrangiamento: Celso Valli Arrangiamento percussioni: Paolo Valli e Celso Valli         | Biagio Antonacci Arrangiamento: Celso Valli Arrangiamento percussioni: Paolo Valli e Celso Valli         | Inaspettata (Deluxe Edition)                     | — |                  |
| 2010 | La rarità                            | 3:35      | Biagio Antonacci Arrangiamento: Michele Canova Iorfida                                                   | Biagio Antonacci Arrangiamento: Michele Canova Iorfida                                                   | Inaspettata                                      | — |                  |
| 2010 | Lei, lui e lei                       | 4:36      | Biagio Antonacci Arrangiamento: Guido Style                                                              | Biagio Antonacci Arrangiamento: Guido Style                                                              | Inaspettata                                      | — |                  |
| 2010 | Migrazione                           | 4:57      | Biagio Antonacci Arrangiamento: Celso Valli Arrangiamento percussioni: Paolo Valli e Celso Valli         | Biagio Antonacci Arrangiamento: Celso Valli Arrangiamento percussioni: Paolo Valli e Celso Valli         | Inaspettata                                      | — |                  |
| 2010 | Ragazza occhi cielo                  | 4:00      | Biagio Antonacci                                                                                         | Biagio Antonacci                                                                                         | Inaspettata (Deluxe Edition)                     | Provino originale                                                                                           |                  |
| 2010 | Questa donna                         | 3:54      | Biagio Antonacci Arrangiamento: Celso Valli Arrangiamento percussioni: Paolo Valli e Celso Valli         | Biagio Antonacci Arrangiamento: Celso Valli Arrangiamento percussioni: Paolo Valli e Celso Valli         | Inaspettata                                      | — |                  |
| 2010 | Resterà di te                        | 4:05      | Biagio Antonacci e Guido Carboniello Arrangiamento: Guido Style                                          | Biagio Antonacci                                                                                         | Inaspettata                                      | — |                  |
| 2010 | Se fosse per sempre                  | 3:34      | Biagio Antonacci Arrangiamento: Michele Canova Iorfida                                                   | Biagio Antonacci Arrangiamento: Michele Canova Iorfida                                                   | Inaspettata                                      | — |                  |
| 2010 | Ubbidirò                             | 4:09      | Biagio Antonacci Arrangiamento: Guido Style                                                              | Biagio Antonacci, Cosimo Fini e Francesco Vigorelli                                                      | Inaspettata                                      | In duetto con i Club Dogo                                                                                   |                  |
| 2010 | Vivi l'avventura                     | 4:07      | Biagio Antonacci Arrangiamento: Guido Style                                                              | Biagio Antonacci Arrangiamento: Guido Style                                                              | Inaspettata                                      | — |                  |
| 2011 | Amore caro, amore bello              | 3:17      | Lucio Battisti                                                                                           | Mogol | Colosseo                                         | Cover live 2011                                                                                             |                  |
| 2011 | Buon giorno bell'anima               | 4:16      | Biagio Antonacci                                                                                         | Biagio Antonacci                                                                                         | Colosseo                                         | Versione live 2011                                                                                          |                  |
| 2011 | Chiedimi scusa                       | 3:42      | Biagio Antonacci                                                                                         | Biagio Antonacci                                                                                         | Colosseo                                         | Versione live 2011                                                                                          |                  |
| 2011 | Come se fossi un'isola               | 4:41      | Biagio Antonacci                                                                                         | Biagio Antonacci                                                                                         | Colosseo                                         | Versione live 2011                                                                                          |                  |
| 2011 | Immagina                             | 5:30      | Biagio Antonacci                                                                                         | Biagio Antonacci                                                                                         | Colosseo                                         | Versione live 2011                                                                                          |                  |
| 2011 | Inaspettata                          | 4:10      | Biagio Antonacci                                                                                         | Biagio Antonacci                                                                                         | Colosseo                                         | Versione live 2011                                                                                          |                  |
| 2011 | Iris (tra le tue poesie)             | 4:11      | Biagio Antonacci                                                                                         | Biagio Antonacci                                                                                         | Colosseo                                         | Versione live 2011                                                                                          |                  |
| 2011 | Lascia stare                         | 3:54      | Biagio Antonacci                                                                                         | Biagio Antonacci                                                                                         | Colosseo                                         | Versione live 2011                                                                                          |                  |
| 2011 | Lei, lui e lei                       | 4:53      | Biagio Antonacci                                                                                         | Biagio Antonacci                                                                                         | Colosseo                                         | Versione live 2011                                                                                          |                  |
| 2011 | Non ci facciamo compagnia            | 3:44      | Biagio Antonacci                                                                                         | Biagio Antonacci                                                                                         | Colosseo                                         | Versione live 2011                                                                                          |                  |
| 2011 | Non tentarmi                         | 4:19      | Biagio Antonacci                                                                                         | Biagio Antonacci                                                                                         | Colosseo                                         | Versione live 2011                                                                                          |                  |
| 2011 | Pazzo di lei                         | 4:31      | Biagio Antonacci                                                                                         | Biagio Antonacci                                                                                         | Colosseo                                         | Versione live 2011                                                                                          |                  |
| 2011 | Quanto tempo e ancora                | 4:20      | Biagio Antonacci                                                                                         | Biagio Antonacci                                                                                         | Colosseo                                         | Versione live 2011                                                                                          |                  |
| 2011 | Ritorno ad amare                     | 4:16      | Biagio Antonacci                                                                                         | Biagio Antonacci                                                                                         | Colosseo                                         | Versione live 2011                                                                                          |                  |
| 2011 | Se è vero che ci sei                 | 4:24      | Biagio Antonacci                                                                                         | Biagio Antonacci                                                                                         | Colosseo                                         | Versione live 2011                                                                                          |                  |
| 2011 | Se fosse per sempre                  | 3:58      | Biagio Antonacci                                                                                         | Biagio Antonacci                                                                                         | Colosseo                                         | Versione live 2011                                                                                          |                  |
| 2011 | Sognami                              | 4:24      | Biagio Antonacci                                                                                         | Biagio Antonacci                                                                                         | Colosseo                                         | Versione live 2011                                                                                          |                  |
| 2011 | Ubbidirò                             | 4:43      | Biagio Antonacci Remix: DNC                                                                              | Biagio Antonacci, Cosimo Fini e Francesco Vigorelli                                                      | Ubbidirò                                         | — |                  |
| 2011 | Ubbidirò                             | 3:59      | Biagio Antonacci Remix: Dogozilla                                                                        | Biagio Antonacci, Cosimo Fini e Francesco Vigorelli                                                      | Ubbidirò                                         | — |                  |
| 2011 | Ubbidirò (Radio edit)                | 3:42      | Biagio Antonacci Arrangiamento: Guido Style                                                              | Biagio Antonacci, Cosimo Fini e Francesco Vigorelli                                                      | Ubbidirò                                         | — |                  |
| 2011 | Vivimi                               | 4:39      | Biagio Antonacci                                                                                         | Biagio Antonacci                                                                                         | Colosseo                                         | Versione live 2011                                                                                          |                  |
| 2012 | Ciao tristezza                       | 3:21      | Biagio Antonacci Arrangiamento: Michele Canova Iorfida e Biagio Antonacci                                | Biagio Antonacci Arrangiamento: Michele Canova Iorfida e Biagio Antonacci                                | Sapessi dire no                                  | — |                  |
| 2012 | Ci vuole tempo                       | 3:59      | Biagio Antonacci Arrangiamento: Emiliano Fantuzzi e Biagio Antonacci                                     | Biagio Antonacci Arrangiamento: Emiliano Fantuzzi e Biagio Antonacci                                     | Sapessi dire no (Deluxe Edition)                 | — |                  |
| 2012 | Con infinito onore                   | 3:01      | Biagio Antonacci Arrangiamento: Michele Canova Iorfida e Biagio Antonacci                                | Biagio Antonacci Arrangiamento: Michele Canova Iorfida e Biagio Antonacci                                | Sapessi dire no                                  | — |                  |
| 2012 | Dimenticarti è poco                  | 3:09      | Biagio Antonacci Arrangiamento: Michele Canova Iorfida e Biagio Antonacci                                | Biagio Antonacci Arrangiamento: Michele Canova Iorfida e Biagio Antonacci                                | Sapessi dire no                                  | — |                  |
| 2012 | Dormi nel cuore                      | 3:49      | Biagio Antonacci Arrangiamento: Michele Canova Iorfida e Biagio Antonacci                                | Biagio Antonacci Arrangiamento: Michele Canova Iorfida e Biagio Antonacci                                | Sapessi dire no                                  | — |                  |
| 2012 | Dormi nel cuore (Sleep in my Heart)  | 3:49      | Biagio Antonacci Arrangiamento: Michele Canova Iorfida e Biagio Antonacci                                | Biagio Antonacci e Rebecca Ferguson                                                                      | Sapessi dire no (Deluxe Edition)                 | In duetto con Rebecca Ferguson                                                                              |                  |
| 2012 | Insieme finire                       | 3:59      | Biagio Antonacci Arrangiamento: Michele Canova Iorfida e Biagio Antonacci                                | Biagio Antonacci Arrangiamento: Michele Canova Iorfida e Biagio Antonacci                                | Sapessi dire no                                  | — |                  |
| 2012 | I soli                               | 4:59      | Sandro Luporini Arrangiamento: Emiliano Fantuzzi e Biagio Antonacci                                      | Giorgio Gaber                                                                                            | Sapessi dire no (Deluxe Edition)                 | — |                  |
| 2012 | L'evento                             | 4:11      | Biagio Antonacci Arrangiamento: Michele Canova Iorfida e Biagio Antonacci                                | Biagio Antonacci Arrangiamento: Michele Canova Iorfida e Biagio Antonacci                                | Sapessi dire no                                  | — |                  |
| 2012 | Liberandoti di me                    | 3:56      | Biagio Antonacci Arrangiamento: Michele Canova Iorfida e Biagio Antonacci                                | Biagio Antonacci Arrangiamento: Michele Canova Iorfida e Biagio Antonacci                                | Sapessi dire no                                  | — |                  |
| 2012 | Naturale                             | 3:12      | Biagio Antonacci Arrangiamento: Michele Canova Iorfida e Biagio Antonacci                                | Biagio Antonacci Arrangiamento: Michele Canova Iorfida e Biagio Antonacci                                | Sapessi dire no                                  | — |                  |
| 2012 | Non vivo più senza te                | 3:33      | Andrea Dessì e Biagio Antonacci Arrangiamento: Michele Canova Iorfida e Biagio Antonacci                 | Biagio Antonacci                                                                                         | Sapessi dire no                                  | — |                  |
| 2012 | One Day (tutto prende un senso)      | 3:19      | Biagio Antonacci Arrangiamento: Pino Daniele e Biagio Antonacci                                          | Biagio Antonacci e Pino Daniele                                                                          | Sapessi dire no (Deluxe Edition)                 | In duetto con Pino Daniele                                                                                  |                  |
| 2012 | Qui                                  | 4:09      | Biagio Antonacci Arrangiamento: Michele Canova Iorfida e Biagio Antonacci                                | Biagio Antonacci Arrangiamento: Michele Canova Iorfida e Biagio Antonacci                                | Sapessi dire no                                  | — |                  |
| 2012 | Senza un nome                        | 3:30      | Biagio Antonacci Arrangiamento: Michele Canova Iorfida e Biagio Antonacci                                | Biagio Antonacci Arrangiamento: Michele Canova Iorfida e Biagio Antonacci                                | Sapessi dire no                                  | — |                  |
| 2012 | Sola mai                             | 3:31      | Biagio Antonacci Arrangiamento: Michele Canova Iorfida e Biagio Antonacci                                | Biagio Antonacci Arrangiamento: Michele Canova Iorfida e Biagio Antonacci                                | Sapessi dire no                                  | — |                  |
| 2012 | Sono stato innamorato                | 3:51      | Biagio Antonacci Arrangiamento: Michele Canova Iorfida e Biagio Antonacci                                | Biagio Antonacci Arrangiamento: Michele Canova Iorfida e Biagio Antonacci                                | Sapessi dire no                                  | — |                  |
| 2012 | Ti dedico tutto                      | 3:21      | Biagio Antonacci Arrangiamento: Michele Canova Iorfida e Biagio Antonacci                                | Biagio Antonacci Arrangiamento: Michele Canova Iorfida e Biagio Antonacci                                | Sapessi dire no                                  | — |                  |
| 2014 | Barbara                              | 4:00      | Biagio Antonacci Arrangiamento: Michele Canova Iorfida e Biagio Antonacci                                | Biagio Antonacci Arrangiamento: Michele Canova Iorfida e Biagio Antonacci                                | L'amore comporta                                 | — |                  |
| 2014 | Buongiorno bell'anima                | 4:14      | Biagio Antonacci                                                                                         | Biagio Antonacci                                                                                         | Palco Antonacci San Siro 2014 - L'amore comporta | Versione live 2014                                                                                          |                  |
| 2014 | Cado                                 | 3:26      | Biagio Antonacci Arrangiamento: Michele Canova Iorfida e Biagio Antonacci                                | Biagio Antonacci e Michele Iorfida                                                                       | L'amore comporta                                 | — |                  |
| 2014 | Cado                                 | 3:40      | Biagio Antonacci                                                                                         | Biagio Antonacci e Michele Iorfida                                                                       | Palco Antonacci San Siro 2014 - L'amore comporta | Versione live 2014                                                                                          |                  |
| 2014 | Convivendo                           | 4:38      | Biagio Antonacci                                                                                         | Biagio Antonacci                                                                                         | Palco Antonacci San Siro 2014 - L'amore comporta | - In duetto con Laura Pausini - Versione live 2014                                                          |                  |
| 2014 | Dolore e forza                       | 3:48      | Biagio Antonacci Arrangiamento: Michele Canova Iorfida e Biagio Antonacci                                | Biagio Antonacci Arrangiamento: Michele Canova Iorfida e Biagio Antonacci                                | L'amore comporta                                 | — |                  |
| 2014 | Dolore e forza                       | 3:59      | Biagio Antonacci                                                                                         | Biagio Antonacci                                                                                         | Palco Antonacci San Siro 2014 - L'amore comporta | Versione live 2014                                                                                          |                  |
| 2014 | Hai bisogno di me                    | 3:22      | Biagio Antonacci Arrangiamento: Michele Canova Iorfida e Biagio Antonacci                                | Biagio Antonacci Arrangiamento: Michele Canova Iorfida e Biagio Antonacci                                | L'amore comporta                                 | — |                  |
| 2014 | Ho la musica nel cuore               | 3:30      | Biagio Antonacci Arrangiamento: Michele Canova Iorfida e Biagio Antonacci                                | Biagio Antonacci Arrangiamento: Michele Canova Iorfida e Biagio Antonacci                                | L'amore comporta                                 | — |                  |
| 2014 | Insieme finire                       | 3:57      | Biagio Antonacci                                                                                         | Biagio Antonacci                                                                                         | Palco Antonacci San Siro 2014 - L'amore comporta | Versione live 2014                                                                                          |                  |
| 2014 | Iris (tra le tue poesie)             | 4:56      | Biagio Antonacci                                                                                         | Biagio Antonacci                                                                                         | Palco Antonacci San Siro 2014 - L'amore comporta | Versione live 2014                                                                                          |                  |
| 2014 | L'amore comporta                     | 3:27      | Biagio Antonacci Arrangiamento: Michele Canova Iorfida e Biagio Antonacci                                | Biagio Antonacci Arrangiamento: Michele Canova Iorfida e Biagio Antonacci                                | L'amore comporta                                 | — |                  |
| 2014 | L'amore comporta                     | 3:36      | Biagio Antonacci                                                                                         | Biagio Antonacci                                                                                         | Palco Antonacci San Siro 2014 - L'amore comporta | Versione live 2014                                                                                          |                  |
| 2014 | Le veterane                          | 2:43      | Paolo Conte Arrangiamento: Michele Canova Iorfida e Biagio Antonacci                                     | Paolo Conte Arrangiamento: Michele Canova Iorfida e Biagio Antonacci                                     | L'amore comporta                                 | — |                  |
| 2014 | Libera                               | 3:52      | Biagio Antonacci Arrangiamento: Michele Canova Iorfida e Biagio Antonacci                                | Biagio Antonacci Arrangiamento: Michele Canova Iorfida e Biagio Antonacci                                | L'amore comporta                                 | — |                  |
| 2014 | Liberatemi                           | 5:22      | Biagio Antonacci                                                                                         | Biagio Antonacci e Mauro Malavasi                                                                        | Palco Antonacci San Siro 2014 - L'amore comporta | Versione live 2014                                                                                          |                  |
| 2014 | Mai mi dici amore                    | 2:55      | Biagio Antonacci Arrangiamento: Michele Canova Iorfida e Biagio Antonacci                                | Biagio Antonacci Arrangiamento: Michele Canova Iorfida e Biagio Antonacci                                | L'amore comporta                                 | — |                  |
| 2014 | Mi fai stare bene                    | 3:47      | Biagio Antonacci                                                                                         | Biagio Antonacci                                                                                         | Palco Antonacci San Siro 2014 - L'amore comporta | Versione live 2014                                                                                          |                  |
| 2014 | Non è mai stato subito               | 4:06      | Biagio Antonacci                                                                                         | Biagio Antonacci                                                                                         | Palco Antonacci San Siro 2014 - L'amore comporta | Versione live 2014                                                                                          |                  |
| 2014 | Non so più a chi credere             | 4:59      | Biagio Antonacci                                                                                         | Biagio Antonacci                                                                                         | Palco Antonacci San Siro 2014 - L'amore comporta | Versione live 2014                                                                                          |                  |
| 2014 | Non vivo più senza te                | 4:59      | Biagio Antonacci                                                                                         | Biagio Antonacci                                                                                         | Palco Antonacci San Siro 2014 - L'amore comporta | Versione live 2014                                                                                          |                  |
| 2014 | Ora e mai per sempre                 | 4:00      | Biagio Antonacci Arrangiamento: Michele Canova Iorfida e Biagio Antonacci                                | Biagio Antonacci Arrangiamento: Michele Canova Iorfida e Biagio Antonacci                                | L'amore comporta                                 | — |                  |
| 2014 | Quand tu dis mon nom                 | 3:33      | Davide Esposito                                                                                          | François Welgryn                                                                                         | Tout commence aujourd'hui                        | In duetto con Hélène Segara                                                                                 |                  |
| 2014 | Ricordati chi sei                    | 3:41      | Biagio Antonacci Arrangiamento: Michele Canova Iorfida e Biagio Antonacci                                | Biagio Antonacci Arrangiamento: Michele Canova Iorfida e Biagio Antonacci                                | L'amore comporta                                 | — |                  |
| 2014 | Se è vero che ci sei                 | 4:28      | Biagio Antonacci                                                                                         | Biagio Antonacci                                                                                         | Palco Antonacci San Siro 2014 - L'amore comporta | Versione live 2014                                                                                          |                  |
| 2014 | Se io, se lei                        | 4:50      | Biagio Antonacci                                                                                         | Biagio Antonacci                                                                                         | Palco Antonacci San Siro 2014 - L'amore comporta | Versione live 2014                                                                                          |                  |
| 2014 | Ti dedico tutto                      | 3:41      | Biagio Antonacci Arrangiamento: Michele Canova Iorfida e Biagio Antonacci                                | Biagio Antonacci Arrangiamento: Michele Canova Iorfida e Biagio Antonacci                                | L'amore comporta                                 | — |                  |
| 2014 | Ti dedico tutto                      | 3:42      | Biagio Antonacci                                                                                         | Biagio Antonacci                                                                                         | Palco Antonacci San Siro 2014 - L'amore comporta | Versione live 2014                                                                                          |                  |
| 2014 | Ti penso raramente                   | 4:01      | Biagio Antonacci Arrangiamento: Michele Canova Iorfida e Biagio Antonacci                                | Biagio Antonacci Arrangiamento: Michele Canova Iorfida e Biagio Antonacci                                | L'amore comporta                                 | — |                  |
| 2014 | Ti penso raramente                   | 4:12      | Biagio Antonacci                                                                                         | Biagio Antonacci                                                                                         | Palco Antonacci San Siro 2014 - L'amore comporta | Versione live 2014                                                                                          |                  |
| 2014 | Tra te e il mare                     | 3:56      | Biagio Antonacci                                                                                         | Biagio Antonacci                                                                                         | Palco Antonacci San Siro 2014 - L'amore comporta | - In duetto con Laura Pausini ed Eros Ramazzotti - Versione live 2014                                       |                  |
| 2014 | Tu sei bella                         | 4:02      | Biagio Antonacci Arrangiamento: Michele Canova Iorfida e Biagio Antonacci                                | Biagio Antonacci Arrangiamento: Michele Canova Iorfida e Biagio Antonacci                                | L'amore comporta                                 | — |                  |
| 2014 | Una storia importante/Adesso tu      | 4:57      | Eros Ramazzotti e Piero Cassano                                                                          | Adelio Cogliati ed Eros Ramazzotti                                                                       | Palco Antonacci San Siro 2014 - L'amore comporta | In duetto con Eros Ramazzotti                                                                               |                  |
| 2015 | Aria di cambiamento                  | 3:33      | Franco Battiato e Juri Camisasca                                                                         | Franco Battiato e Juri Camisasca                                                                         | Biagio                                           | In duetto con Franco Battiato                                                                               |                  |
| 2015 | Ci stai                              | 3:37      | Biagio Antonacci Arrangiamento: Michele Canova Iorfida                                                   | Biagio Antonacci Arrangiamento: Michele Canova Iorfida                                                   | Biagio                                           | — |                  |
| 2015 | Cortocircuito                        | 3:59      | Biagio Antonacci Arrangiamento: Michele Canova Iorfida                                                   | Biagio Antonacci Arrangiamento: Michele Canova Iorfida                                                   | Biagio                                           | — |                  |
| 2015 | Liberatemi                           | 4:23      | Biagio Antonacci Arrangiamento: Negramaro                                                                | Biagio Antonacci e Mauro Malavasi                                                                        | Biagio                                           | In duetto con Negramaro                                                                                     |                  |
| 2015 | Mio mondo                            | 3:22      | Biagio Antonacci Arrangiamento: Michele Canova Iorfida                                                   | Biagio Antonacci Arrangiamento: Michele Canova Iorfida                                                   | Biagio                                           | — |                  |
| 2015 | One Day (tutto prende un senso)      | 3:19      | Biagio Antonacci Arrangiamento: Luca Chiaravalli                                                         | Biagio Antonacci e Pino Daniele                                                                          | Biagio                                           | - In duetto con Pino Daniele - Nuova versione del brano originale                                           |                  |
| 2015 | Se io, se lei                        | 4:19      | Biagio Antonacci Arrangiamento: Michele Canova Iorfida                                                   | Biagio Antonacci Arrangiamento: Michele Canova Iorfida                                                   | Biagio                                           | Nuova versione del brano originale                                                                          |                  |
| 2015 | Se io, se lei                        | 5:37      | Biagio Antonacci Remix: ?                                                                                | Biagio Antonacci Remix: ?                                                                                | Le canzoni del cuore - Volume 1                  | — |                  |
| 2016 | Ti penso raramente                   | 5:47      | Biagio Antonacci Remix: ?                                                                                | Biagio Antonacci Remix: ?                                                                                | Una canzone per te                               | — |                  |
| 2017 | Annina piena di grazia               | 3:56      | Biagio Antonacci Arrangiamento: Biagio Antonacci e Placido Salamone                                      | Biagio Antonacci Arrangiamento: Biagio Antonacci e Placido Salamone                                      | Dediche e manie                                  | — |                  |
| 2017 | Fortuna che ci sei                   | 3:42      | Biagio Antonacci Arrangiamento: Biagio Antonacci, Stefano De Maio e Placido Salamone                     | Biagio Antonacci Arrangiamento: Biagio Antonacci, Stefano De Maio e Placido Salamone                     | Dediche e manie                                  | — |                  |
| 2017 | Il migliore                          | 3:43      | Biagio Antonacci Arrangiamento: Biagio Antonacci e Davide Tagliapietra                                   | Biagio Antonacci Arrangiamento: Biagio Antonacci e Davide Tagliapietra                                   | Dediche e manie                                  | — |                  |
| 2017 | In mezzo al mondo                    | 3:45      | Biagio Antonacci Arrangiamento: Biagio Antonacci e Fabrizio Ferraguzzo                                   | Biagio Antonacci Arrangiamento: Biagio Antonacci e Fabrizio Ferraguzzo                                   | Dediche e manie                                  | — |                  |
| 2017 | L'addio che mancava                  | 3:45      | Biagio Antonacci Arrangiamento: Biagio Antonacci e Placido Salamone                                      | Biagio Antonacci Arrangiamento: Biagio Antonacci e Placido Salamone                                      | Dediche e manie                                  | — |                  |
| 2017 | L'appello dei popoli                 | 3:53      | Biagio Antonacci Arrangiamento: Biagio Antonacci e Davide Tagliapietra                                   | Biagio Antonacci Arrangiamento: Biagio Antonacci e Davide Tagliapietra                                   | Dediche e manie                                  | — |                  |
| 2017 | Mio fratello                         | 3:17      | Biagio Antonacci Arrangiamento: Biagio Antonacci e Placido Salamone                                      | Biagio Antonacci Arrangiamento: Biagio Antonacci e Placido Salamone                                      | Dediche e manie                                  | Con la partecipazione di Mario Incudine                                                                     |                  |
| 2017 | Perché te ne vai                     | 3:36      | Biagio Antonacci Arrangiamento: Biagio Antonacci e Davide Tagliapietra                                   | Biagio Antonacci Arrangiamento: Biagio Antonacci e Davide Tagliapietra                                   | Dediche e manie                                  | — |                  |
| 2017 | Sei nell'aria                        | 3:37      | Biagio Antoacci e Emiliano Fantuzzi Arrangiamento: Biagio Antonacci e Fabrizio Ferraguzzo                | Biagio Antonacci e Giuseppe Consoli                                                                      | Dediche e manie                                  | - Il titolo originale è Sei nell'aria, sei luce - Con la partecipazione di Laïoung                          |                  |
| 2017 | Stanco                               | 3:44      | Biagio Antonacci Arrangiamento: Biagio Antonacci e Davide Tagliapietra                                   | Biagio Antonacci Arrangiamento: Biagio Antonacci e Davide Tagliapietra                                   | Dediche e manie                                  | — |                  |
| 2017 | Super                                | 3:38      | Biagio Antonacci Arrangiamento: Biagio Antonacci e Placido Salamone                                      | Biagio Antonacci Arrangiamento: Biagio Antonacci e Placido Salamone                                      | Dediche e manie                                  | — |                  |
| 2017 | Un bacio lungo come una canzone      | 3:08      | — | | Dediche e manie                                  | |                  |
| 2017 | Vorrei amarti anch'io                | 3:33      | Biagio Antonacci Arrangiamento: Biagio Antonacci e Fabrizio Ferraguzzo                                   | Biagio Antonacci Arrangiamento: Biagio Antonacci e Fabrizio Ferraguzzo                                   | Dediche e manie                                  | — |                  |
| 2018 | Il coraggio di andare                | 3:44      | Tony Maiello, Marco Salvati, Enrico Palmosi e Marco Rettani                                              | Tony Maiello, Laura Pausini                                                                              | Fatti sentire ancora                             | In duetto con Laura Pausini                                                                                 |                  |
| 2018 | Mio fratello (Beach Version)         | 3:17      | Biagio Antonacci Arrangiamento: Biagio Antonacci e Placido Salamone                                      | Biagio Antonacci Arrangiamento: Biagio Antonacci e Placido Salamone                                      | Canzoni sparse                                   | In duetto con Rosario Fiorello                                                                              |                  |
| 2018 | Un tempo piccolo                     | 5:25      | Antonio Gaudino e Alberto Laurenti                                                                       | Antonio Gaudino, Alberto Laurenti e Franco Califano                                                      | Fino a qui                                       | In duetto con i Tiromancino                                                                                 |                  |
| 2019 | Averti                               | 3:48      | Biagio Antonacci                                                                                         | Biagio Antonacci                                                                                         | Chiaramente visibili dallo spazio                | — |                  |
| 2019 | Beata te                             | 3:27      | Biagio Antonacci                                                                                         | Biagio Antonacci                                                                                         | Chiaramente visibili dallo spazio                | — |                  |
| 2019 | Chiaramente visibili dallo spazio    | 3:16      | Andrea Mariano e Biagio Antonacci                                                                        | Biagio Antonacci                                                                                         | Chiaramente visibili dallo spazio                | — |                  |
| 2019 | Ci siamo capiti male                 | 3:01      | Biagio Antonacci                                                                                         | Biagio Antonacci                                                                                         | Chiaramente visibili dallo spazio                | — |                  |
| 2019 | In questa nostra casa nuova          | 3:37      | Biagio Antonacci e Placido Salamone                                                                      | Biagio Antonacci                                                                                         | /                                                | In duetto con Laura Pausini                                                                                 |                  |
| 2019 | In questa nostra casa nuova          | 3:34      | Biagio Antonacci e Placido Salamone                                                                      | Biagio Antonacci                                                                                         | /                                                | - Versione acustica - In duetto con Laura Pausini                                                           |                  |
| 2019 | L’amore muore                        | 3:11      | Biagio Antonacci e Placido Salamone                                                                      | Biagio Antonacci                                                                                         | Chiaramente visibili dallo spazio                | — |                  |
| 2019 | La vanità                            | 3:05      | Biagio Antonacci e Placido Salamone                                                                      | Biagio Antonacci                                                                                         | Chiaramente visibili dallo spazio                | — |                  |
| 2019 | Non è così sbagliato dirsi ciao      | 3:00      | Biagio Antonacci                                                                                         | Biagio Antonacci                                                                                         | Chiaramente visibili dallo spazio                | — |                  |
| 2019 | Per farti felice                     | 2:51      | Biagio Antonacci e Placido Salamone                                                                      | Biagio Antonacci                                                                                         | Chiaramente visibili dallo spazio                | — |                  |
| 2019 | Parigi sei tu                        | 2:35      | Biagio Antonacci, Charles Dumont, Michel Vaucaire e Placido Salamone                                     | Biagio Antonacci                                                                                         | Chiaramente visibili dallo spazio                | — |                  |
| 2019 | Ti saprò aspettare                   | 3:27      | Biagio Antonacci                                                                                         | Biagio Antonacci                                                                                         | Chiaramente visibili dallo spazio                | — |                  |
| 2019 | Tutto non ti posso raccontare        | 3:31      | Biagio Antonacci                                                                                         | Biagio Antonacci                                                                                         | Chiaramente visibili dallo spazio                | — |                  |
| 2019 | Una brava persona                    | 3:24      | Biagio Antonacci                                                                                         | Biagio Antonacci                                                                                         | Chiaramente visibili dallo spazio                | — |                  |
| 2022 | Seria                                | 2:38      | Davide Simonetta e Placido Salamone                                                                      | Alessandro Raina, Biagio Antonacci, Davide Simonetta, Paolo Antonacci e Placido Salamone                 | /                                                | — |                  |
| 2022 | Telenovela                           | 3:07      | Davide Simonetta e Stefano Tognini                                                                       | Biagio Antonacci, Paolo Antonacci, Davide Simonetta e Stefano Tognini                                    | /                                                | — |                  |

## Brani in lingua spagnola
| Anno | Titolo                      | Durata | Musica                                                             | Testo                                                              | Incisione        | Note                                                                                          |
| ---- | --------------------------- | ------ | ------------------------------------------------------------------ | ------------------------------------------------------------------ | ---------------- | --------------------------------------------------------------------------------------------- |
| 1996 | Antes de todo               | 4:24   | Biagio Antonacci                                                   | Biagio Antonacci                                                   | Antes de todo    | Versione in lingua spagnola del brano Prima di tutto                                          |
| 1996 | Como tantos en el mundo     | 4:24   | Biagio Antonacci                                                   | Biagio Antonacci e Mauro Malavasi                                  | Antes de todo    | Versione in lingua spagnola del brano Come siamo tanti al mondo                               |
| 1996 | Danza sobre mi pecho        | 4:59   | Biagio Antonacci                                                   | Biagio Antonacci                                                   | Antes de todo    | Versione in lingua spagnola del brano Danza sul mio petto                                     |
| 1996 | Eres                        | 5:06   | Biagio Antonacci                                                   | Biagio Antonacci                                                   | Antes de todo    | Versione in lingua spagnola del brano Sei                                                     |
| 1996 | Flores                      | 5:55   | Biagio Antonacci                                                   | Biagio Antonacci                                                   | Antes de todo    | Versione in lingua spagnola del brano Fiore                                                   |
| 1996 | Hasta el amor               | 4:34   | Biagio Antonacci                                                   | Biagio Antonacci                                                   | Antes de todo    | Versione in lingua spagnola del brano Fino all'amore                                          |
| 1996 | Libérame                    | 4:28   | Biagio Antonacci                                                   | Biagio Antonacci e Mauro Malavasi                                  | Antes de todo    | Versione in lingua spagnola del brano Liberatemi                                              |
| 1996 | No se a quien debo creer    | 4:20   | Biagio Antonacci                                                   | Biagio Antonacci                                                   | Antes de todo    | - Versione in lingua spagnola del brano Non so più a chi credere - In duetto con Sergio Dalma |
| 1996 | Si ella, si yo              | 4:55   | Biagio Antonacci                                                   | Biagio Antonacci                                                   | Antes de todo    | Versione in lingua spagnola del brano Se io, se lei                                           |
| 1998 | No me hablas tu             | 3:57   | Biagio Antonacci                                                   | Biagio Antonacci                                                   | Biagio           | Versione ri-arrangiata in lingua spagnola del brano Non parli mai                             |
| 1998 | Dejame irme de aqui         | 4:41   | Biagio Antonacci Arrangiamento: Biagio Antonacci e Fabio Coppini   | Biagio Antonacci Arrangiamento: Biagio Antonacci e Fabio Coppini   | Biagio           | Versione in lingua spagnola del brano Lasciami andare via                                     |
| 1998 | Si tu estas                 | 4:36   | Biagio Antonacci Arrangiamento: Biagio Antonacci e Fabio Coppini   | Biagio Antonacci Arrangiamento: Biagio Antonacci e Fabio Coppini   | Biagio           | Versione in lingua spagnola del brano Se è vero che ci sei                                    |
| 1998 | Tan deprisa no              | 4:44   | Biagio Antonacci Arrangiamento: Biagio Antonacci e Fabio Coppini   | Biagio Antonacci Arrangiamento: Biagio Antonacci e Fabio Coppini   | Biagio           | Versione in lingua spagnola del brano Così presto no                                          |
| 1999 | Cuanto tiempo y aun sigues  | 3:52   | Biagio Antonacci Arrangiamento: Biagio Antonacci e Stefano De Maio | Biagio Antonacci Arrangiamento: Biagio Antonacci e Stefano De Maio | Iris             | Versione in lingua spagnola del brano Quanto tempo e ancora                                   |
| 1999 | Iris                        | 4:01   | Biagio Antonacci Arrangiamento: Biagio Antonacci e Stefano De Maio | Biagio Antonacci Arrangiamento: Biagio Antonacci e Stefano De Maio | Iris             | Versione in lingua spagnola del brano Iris (tra le tue poesie)                                |
| 2018 | El valor de seguir adelante | 3:44   | Tony Maiello, Marco Salvati, Enrico Palmosi e Marco Rettani        | Tony Maiello, Laura Pausini                                        | Hazte sentir más | In duetto con Laura Pausini                                                                   |